# Clase Evarts
Los destructores de la clase Evarts fueron destructores escolta construidos por los Estados Unidos en 1942-1944. Sirvieron en la Segunda Guerra Mundial como escoltas de convoyes y barcos de guerra antisubmarina. También se los conocía como GMT o clase DE de "casco corto", y GMT significa General Motors Tandem Diesel drive.
El buque líder fue el USS Evarts, botado el 7 de diciembre de 1942, exactamente un año después del ataque a Pearl Harbor. El primer barco que se completó se puso en servicio el 20 de enero de 1943 en el Boston Navy Yard; fue entregado a la Marina Real Británica bajo las disposiciones de la Ley de Préstamo y Arriendo y se convirtió en HMS Bayntun. Los barcos de la clase Evarts eran impulsados por energía diésel-eléctrica con cuatro motores diésel montados en tándem con accionamientos eléctricos. Los barcos fueron prefabricados en secciones en varias fábricas en los Estados Unidos y las unidades reunidas en los astilleros, donde se soldaban entre sí en las gradas. El diseño original especificaba ocho motores para 24 nudos pero otros programas prioritarios obligaron al uso de sólo cuatro con el consiguiente acortamiento del casco.
En total, se ordenaron 105 barcos de la clase Evarts y 8 se cancelaron más tarde. La Armada de los Estados Unidos encargó 65 mientras que 32 barcos de la clase Evarts fueron entregados a la Royal Navy. Fueron clasificadas como fragatas y recibieron el nombre de capitanes de las Guerras Napoleónicas y formaron parte de la clase Captain junto con 46 barcos de la clase Buckley.